# Floro de Lyon
Floro de Lyon (Florus Lugdunensis) diácono de Lyon. que fue un escritor eclesiástico de la primera mitad del siglo noveno. Probablemente nació antes del año 801 y no existen evidencias reales para afirmar que estuviese vivo después de enero del año 860.
Como uno de los espíritus más brillantes de su tiempo, escribió tratados acerca de Liturgia y Teología y estaba comprometido con el examen crítico de traducciones latinas del textos bíblicos y de textos pseudo-agustianianos que encontró, escribió unos cuantos poemas y compuso una impresonante compilación de escritos de los Padres de la Iglesia sobre aspectos determinados de las Epístolas paulinas. Él estaba algo familiarizado con el griego medieval, que era extraño en su época, y sabía un poco de Hebreo. Dirigió el scriptorium de Lyon en el que produjo ediciones de varios textos: especialmente la versión latina (la única completa) del Adversus haereses de Ireneo de Lyon y fragmentos de la obra perdida Contra Fabianum de Fulgencio de Ruspe.
La mayoría de estos escritos, perdidos durante cientos de años, fueron redescubieros gracias en parte al trabajo de Dom Célestin Charlier, O.S.B., a mediados del siglo XX. Estudios posteriores comenzaron a proveer de la primera edición crítica de sus trabajos.